# テオドール・デュボワ

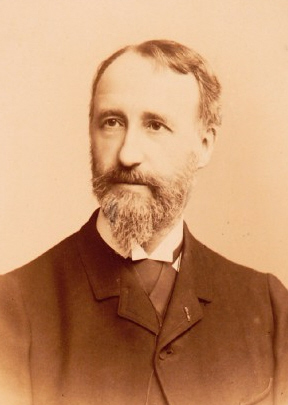
テオドール・デュボワ

フランソワ＝クレマン・テオドール・デュボワ（François-Clément Théodore Dubois, 1837年8月24日 – 1924年6月11日）はフランスの作曲家・オルガニスト・音楽教師。

## 略歴

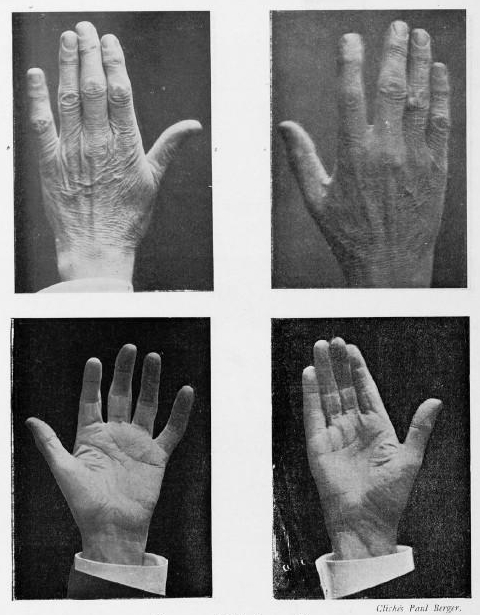
テオドール・デュボアの手の写真

マルヌ県ロスネー出身。当初はランス大聖堂の教会楽長ルイ・ファナールに入門するが、後にパリ音楽院でアンブロワーズ・トマに師事する。1861年にローマ大賞を受賞。普仏戦争の際は州兵として参戦したが、当時からサン＝サーンスとはしばしば教会で共演する様になり、以来親友関係になる。1868年にマドレーヌ寺院の楽長に就任し、1871年にはセザール・フランクの後任として、サント＝クロチルド教会の楽長に就任する。1872年8月20日には、ピアニストのジャンヌ・デュビナージュと結婚し、二人の息子の父親になった。次男のシャルルは後に考古学者になった。(なお、長男は9歳で若くして亡くなっている。)1877年にサン＝サーンスの後任オルガニストとしてマドレーヌ寺院に復帰する。1871年からパリ音楽院の教員となり、ポール・デュカスやフロラン・シュミットらを育成した。

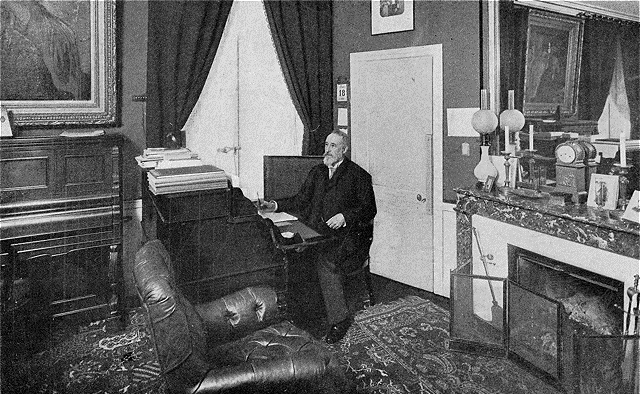
1905年

1896年に、恩師トマの死にともない、パリ音楽院院長の職務に就くが、1905年のローマ大賞の審査でモーリス・ラヴェルが参加資格を失った際におおやけに大論争を引き起こし、そこに音楽学者で作家のロマン・ロランが公開書簡を投書したことで議論が激化したために、引責辞任に追い込まれた。(ただし、事件勃発前に音楽院長を辞職することを検討していたため、本人の意志で辞職した説もある。)後任院長は、ラヴェルの恩師ガブリエル・フォーレであった。
デュボワは多くの宗教曲を創ったが、オペラ作曲家として成功を収めたいとの念願を抱いていた。近東に魅惑されて作曲したのが最初の舞台音楽《 La guzla de l'émir》であり、最初の4幕オペラ《 Aben-Hamet》であったが、新境地を開くことは到底できなかった。もう一つの大作オペラ《クサヴィエール Xavière》は、オーヴェルニュ地方を舞台とするはげしく劇的な筋書きをもつ。すなわち、寡婦となった母親が娘クサヴィエールを亡き者にしようとくわだてるが、司祭の手助けで襲撃をまぬかれ、仕来り通りのハッピーエンドに至るという物語である。
デュボワはほかに、バレエ音楽やオラトリオ、交響曲も作曲した。しかし、1922年に最愛の妻が亡くなると作曲意欲も無くなり、本人も2年後に亡くなってしまった。今現在、最も知られている作品は、オラトリオ《キリストの最後の7つの言葉 Les sept paroles du Christ》（1867年）やオルガン曲《トッカータ》（1889年）であろう。これらも時たま上演されるに過ぎないが、たくさんあるその他の作品は、今ではほとんど目立たないものになってしまった。

## 教育

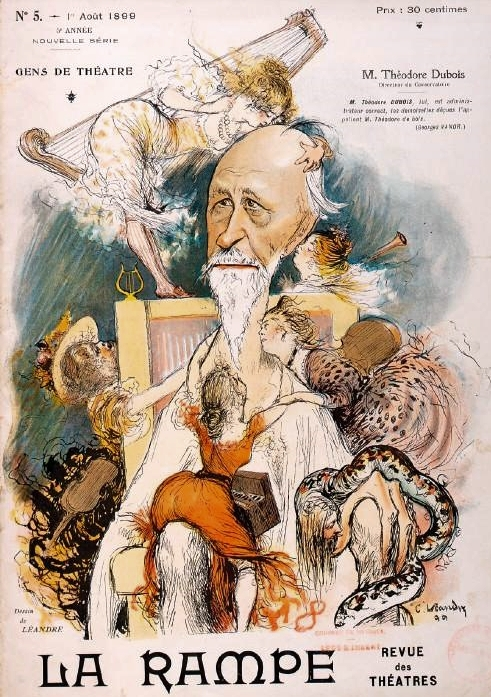
シャルル・レアンドルによる風刺画

作曲家としてよりは教育者ならびに音楽理論家として持続的な影響力を及ぼしており、『対位法とフーガ Traité de contrepoint et de fugue』や『和声法、理論と実践 Traité d'harmonie théorique et pratique』といった著作は今でも利用され続けている。「和声法はアンリ・ルベルの教本を長年使用してきたが、こぼれた規則も多く練習問題と若干の規則を補った」本が「アンリ・ルベルの和声教本への補遺と練習」である。この本を新規に改訂して出版したのが、『和声法、理論と実践 Traité d'harmonie théorique et pratique』である。
デュボワの和声法では「ストラヴィンスキー以後の現代和声は扱わない」ことがあとがきで簡単に述べられており、古典和声に限定したデュボワ和声は現在でも版を重ね学習者への規範として日本で重宝されている。日本からの注文では「対位法とフーガ」ともども大変高価な本であったが、現在はパブリックドメインとして、いくつかのウェブサイトでダウンロードが可能である。
マルセル・ビッチュの提唱した「根音省略形」を、デュボワは一貫して「根音除去形」と説明している。現在委託先のLeduc社がTraité de contrepoint et de fugueを品切れにしてしまっており、amazonなどの通販サイトでは海賊版のNabu社によるリプリントの入手を頼るしかない。Traité de contrepoint et de fugueはルイジ・ケルビーニの教程から66年後の出版であり、ケルビーニに比べて禁則の数が増加している。日本の音楽大学が典拠としたのはデュボワ以降の理論家のルールであり、それ以前の理論家のルールは参照されていない。

## 主要作品一覧

### 歌劇

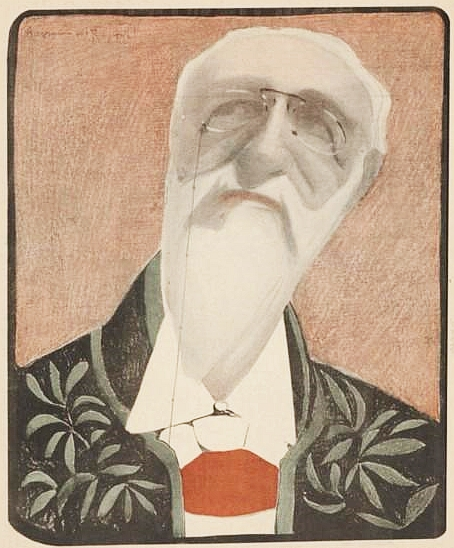
ウンベルト・ブルネレスキによるカリカチュア

- ウンベルト・ブルネレスキによるカリカチュアLa prova di un'opera seria, (unpublished, composed in Rome, 1863).
- La guzla de l'émir, opéra comique (1 act, J. Barbier & M. Carré), f.p. 30 April 1873, Théâtre Athénée, Paris.
- Le pain bis, opéra comique (1 act, A. Brunswick & A.R. de Beauplan), f.p. 26/27 February 1879, Opéra Comique (Théâtre Favart), Paris.
- L'enlèvement de Proserpine, scène lyrique (1 act, P. Collin), f.p. 1879.
- Aben-Hamet, opéra (4 acts, L. Détroyat & A. de Lauzières), f.p. 16 December 1884, Théâtre Châtelet, Paris.
- Xavière "クサヴィエール", idylle dramatique (3 acts, L. Gallet, after F. Fabre), f.p. 26 November 1895, Opéra Comique (Théâtre Lyrique), Paris.
- Miguela, opéra (3 acts) (Originally unperformed, except prélude and second act tableau from Act 3, concert perf. 23 February 1896, Paris.) f.p. 18 May 1916, Opéra, Paris.
- La fiancée d'Abydos (未上演)
- Le florentin (未上演)

### バレエ
- La Korrigane, (ballet by Louis Mérante), f.p. 12 January 1880, Opéra, Paris.
- La Farandole, (ballet by Louis Mérante), f.p. 14 December 1883, Opéra-Comique, Paris.

### オラトリオ・カンタータ
- Les Sept Paroles du Christ, (1867) oratorio dedicated to Abbot Jean-Gaspard (1797-1871) curé of La Madeleine.
- Le Paradis Perdu, oratorio (1878 - Prix de la ville de Paris)
- Numerous cantatas, including: L'enlèvement de Proserpine, Hylas, Bergerette; Les Vivants et les Morts
- Masses and religious compositions

### 交響曲
- Symphonie française (1908)

### 協奏曲・協奏的作品
- ピアノと管弦楽のためのカプリッチョ協奏曲
- ピアノ協奏曲第2番
- ヴァイオリン協奏曲
- Fantaisie triomphale for organ & orchestra

### 交響詩
- Notre-Dame de la Mer, poème symphonique
- Adomis, poème symphonique

### その他の管弦楽曲
- Marche héroïque de Jeanne d'Arc
- Hymne nuptial
- Méditation, Prières for strings, oboe, harp, & organ
- Fantasietta (1917)

### 室内楽曲
- ピアノ四重奏曲(1907)

### ピアノ曲
- Piano works : Chœur et Danse des Lutins, six poèmes sylvestres, etc.

### オルガン曲（ハルモニウム用の作品含む）
- Des pièces pour orgue et pour harmonium, dont :
- Douze Pièces pour orgue ou piano-pédalier (1889), with the famous Toccata in G (no. 3)
- Douze Pièces Nouvelles pour orgue ou piano-pédalier (1893), with In Paradisum (no. 9)
- Deux Petites Pièces pour orgue ou harmonium (1910), with Petite pastorale champenoise et Prélude

### 著作
- Dubois, Théodore (1889). Notes et études d'harmonie pour servir de supplément au traité de H. Reber. Paris: Heugel.
- Dubois, Théodore (1901). Traité de contrepoint et de fugue. Paris: Heugel.
- Dubois, Théodore (1921). Traité d'harmonie théorique et pratique. Paris: Heugel.
- Dubois, Théodore (1921). Réalisations des basses et chants du Traité d'harmonie par Théodore Dubois. Paris: Heugel.